# Operación Armonía del Mar Negro
«Armonía del Mar Negro» (en inglés: Black Sea Harmony) es una operación naval iniciada por Turquía en marzo de 2004 de acuerdo con las Resoluciones 1373, 1540 y 1566 del Consejo de Seguridad de la ONU destinadas a disuadir el terrorismo y las amenazas asimétricas en el Mar Negro. Es similar a la Operación Esfuerzo Activo liderada por la OTAN en el Mediterráneo y también apunta a garantizar la seguridad de los estrechos Turcos.
Aunque originalmente era una operación nacional, «Armonía del Mar Negro» se volvió multinacional con la participación de otros estados ribereños del Mar Negro. Turquía extendió invitaciones a cada estado ribereño para unirse a la operación.
La operación se llevó a cabo originalmente en aguas territoriales de Turquía y en aguas abiertas del Mar Negro. Para disuadir posibles riesgos y amenazas en el área marítima, la Armada de Turquía llevó a cabo operaciones periódicas de vigilancia y reconocimiento en todo el Mar Negro. Se recopilaron estadísticas sobre barcos sospechosos y se compartieron con la OTAN y otras naciones litorales. En caso de llamada a un barco sospechoso, se realiza un embarque voluntario (con permiso del capitán de la embarcación).
La sede permanente de la Operación Armonía del Mar Negro se encuentra en Erdemir, en la costa turca del Mar Negro. Una vez que la Operación pasó a ser multinacional, otros Estados ribereños pudieron enviar oficiales de enlace a la sede.
En 2006, Rusia se unió oficialmente a la iniciativa Armonía del Mar Negro para abordar los nuevos desafíos de seguridad en la región. El 17 de enero de 2007 se firmó en Ankara un protocolo sobre intercambio de información para la participación de Ucrania.